# Thiraphat Yuyen
Thiraphat Yuyen (thailändisch แอลฟิลด์ เสวก, * 14. Februar 2006) ist ein thailändischer Fußballspieler.

## Karriere
Thiraphat Yuyen erlernte das Fußballspielen in der Jugendmannschaft des Ratchaburi FC. Hier unterschrieb er Anfang August 2022 auch seinen ersten Vertrag. Der Verein aus Ratchaburi spielt in der ersten thailändischen Liga. Sein Debüt als Profi gab der 16-jährige am 2. November 2022 beim 4:1-Sieg in der 2. Runde des FA Cups gegen Warin Chamrap FC. Zum Erstligadebüt kam Thiraphat Yuyen dann nur vier Tage später im Heimspiel gegen den Port FC. Hier wurde er in der 89. Minute für Sittichok Kannoo eingewechselt, das Spiel endete 1:1.